# (129066) 2004 VY28
129066 (2004 VY28) là một tiểu hành tinh vành đai chính được phát hiện ngày 7 tháng 11 năm 2004 bởi James Whitney Young ở Đài thiên văn Núi bàn gần Wrightwood, California.